# Christina Schlag

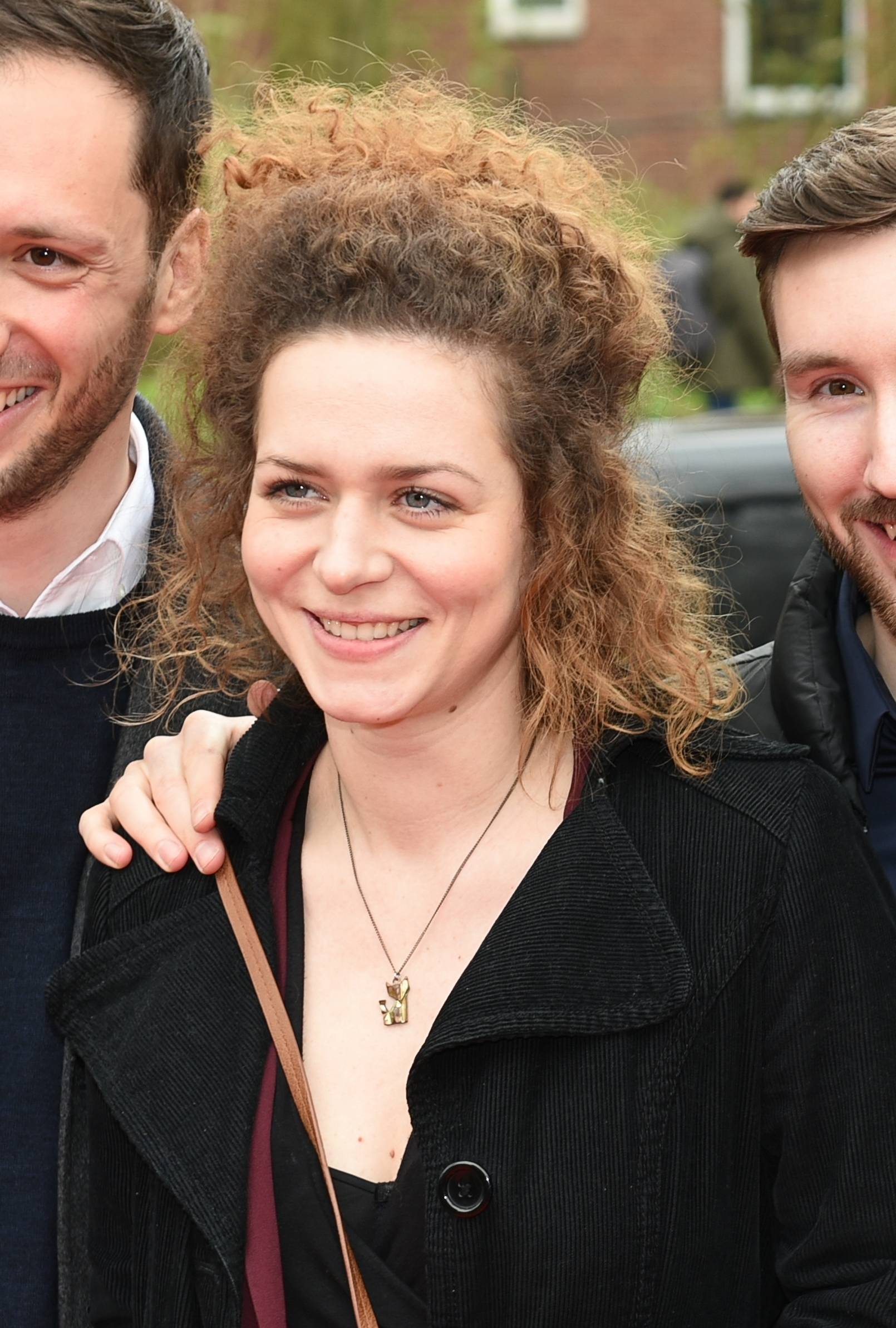
Christina Schlag bei der Verleihung des Grimme-Preises 2019

Christina Schlag (* 1990 in Buchklingen) ist eine deutsche Satirikerin. Sie wurde als Autorin, Regisseurin und Schauspielerin der Satire-Serie Browser Ballett bekannt.

## Leben
Schlag wuchs in Buchklingen im Odenwald auf, ging 2010 nach Berlin und studierte Psychologie an der Freien Universität. 2007 war sie Stipendiatin des Deutschen Bundestages. 2017 erhielt sie einen Master in Klinischer Psychologie an der FU Berlin. Sie lebt in Berlin. Als Poetry-Slammerin und Saxophonistin sammelte Schlag Erfahrungen auf der Bühne.
2016 begann sie, für Schlecky Silberstein zu schreiben und wurde Autorin, Regisseurin, Darstellerin und zuletzt Co-Host beim Browser Ballett: 2020 übernahm Schlag im später Grimme Preis-nominierten TV-Piloten „Browser Ballett“ (ARD) zusammen mit Schlecky Silberstein die Moderation. Für die 2021 ebenfalls im ARD erschienenen Serie „Browser Ballett - Satire in Serie“ musste sie aufgrund einer Erkrankung die Hauptrolle kurzfristig absagen. 2023 stand sie dann wieder in den auf ZDFneo ausgestrahlten satirischen Kurzfilmen „Brüste des Terrors“ und „Der KI-Kollege“ vor der Kamera.   
Zwischen 2021 und 2024 trat sie daneben in unregelmäßigen Abständen mit eigenen Beiträgen bei extra3 auf.
2024 entschied sich Schlag, ihre Arbeit beim Browser Ballett aufgrund inhaltlicher Differenzen niederzulegen. Seitdem arbeitet sie als freie Autorin.  

## Preise und Nominierungen
Im Jahr 2019 erhielt sie mit dem „Browser Ballett“ für Buch und Regie den 55. Grimme Preis.
2021 war sie ebenfalls mit dem „Browser Ballett“ in der Kategorie „Unterhaltung“ für den 56. Grimme Preis nominiert sowie mit Raphael Selter und Schlecky Silberstein für den Deutschen Fernsehpreis 2021. 2024 wurde das Drehbuch zu ihrer Idee „Brüste des Terrors“ mit dem  Deutschen Fernsehpreis ausgezeichnet.